# NGC 2366
NGC 2366 је галаксија у сазвежђу Жирафа која се налази на NGC листи објеката дубоког неба.
Деклинација објекта је + 69° 12' 58" а ректасцензија 7h 28m 54,8s. Привидна величина (магнитуда) објекта NGC 2366 износи 10,9 а фотографска магнитуда 11,5. Налази се на удаљености од 4,051 милиона парсека од Сунца. NGC 2366 је још познат и под ознакама UGC 3851, MCG 12-7-40, DDO 42, IRAS 07233+6917, CGCG 330-38, MK 71, KCPG 133B, PGC 21102.